# جوديث بيكر
جوديث بيكر (بالإنجليزية: Judith Becker)‏ هي عالمة الإنسان أمريكية، ولدت في 3 سبتمبر 1932 في باي سيتي في الولايات المتحدة.

## وصلات خارجية
- الموقع الرسمي